# چدستر (آرکانزاس)
چدستر (آرکانزاس) (به انگلیسی: Chidester, Arkansas) یک شهر در ایالات متحده آمریکا با جمعیت ۳۳۵ نفر است که در آرکانزاس واقع شده‌است.

## موقعیت جغرافیایی
موقعیت جغرافیایی شهرها و مناطق اطراف به شرح زیر است: